# 小行星1940
小行星1940（1940 Whipple），天文學臨時編號1975 CA，是一顆位於小行星帶的天體。該小行星於1975年2月2日由哈佛學院的橡樹嶺天文台發現。
該小行星以美國天文學家弗雷德·惠普尔命名。

## 外部連結
- JPL Small-Body Database Browser on 1940 Whipple （页面存档备份，存于）

| 前一小行星： 1939 Loretta | 小行星列表 | 後一小行星： 1941 Wild |